# Aiouea angulata
Aiouea angulata là một loài thực vật thuộc họ Lauraceae. Đây là loài đặc hữu của Colombia.